# Placówka Straży Celnej „Rodzone”

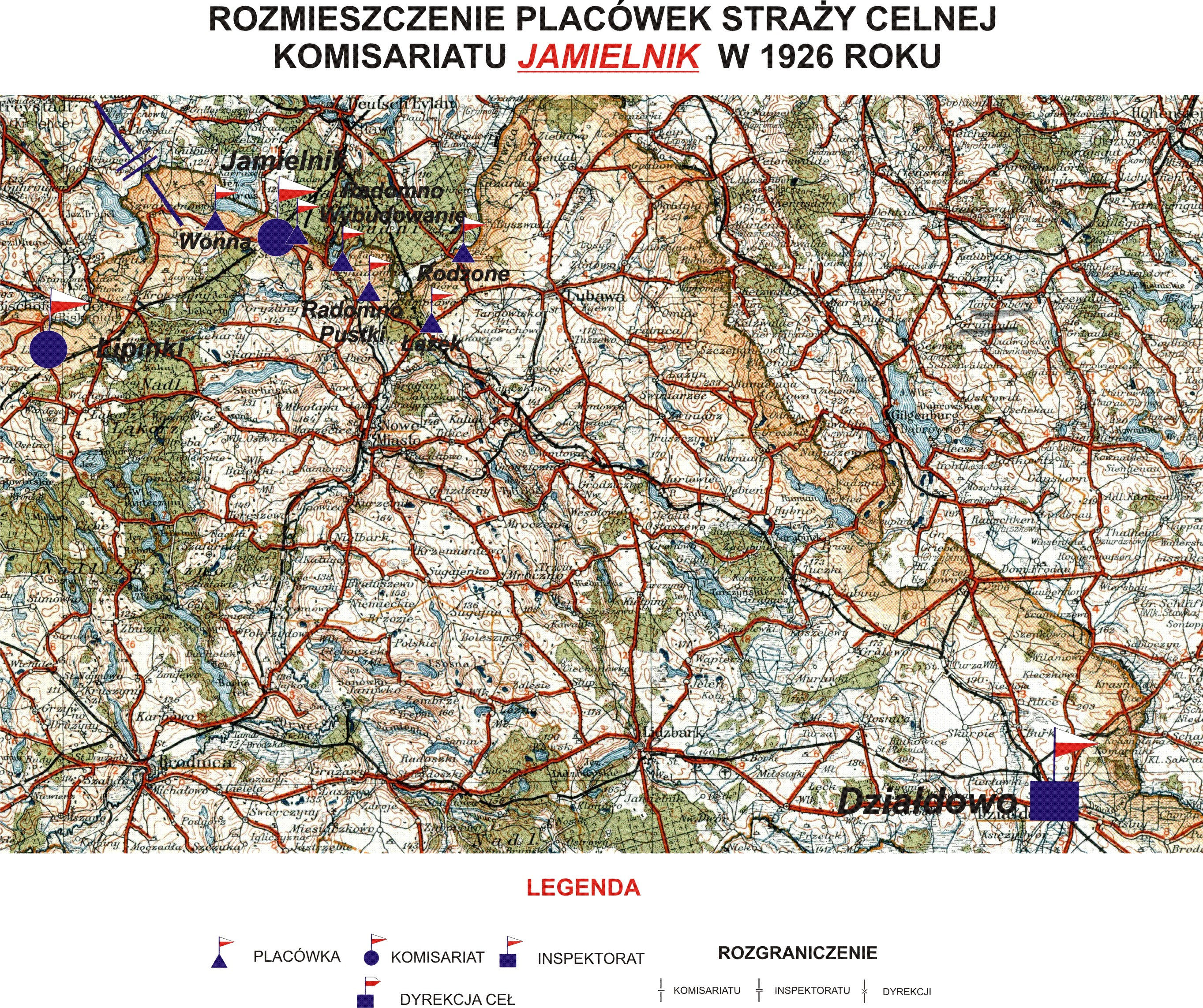
Rozmieszczenie placówek SC komisariatu "Jamielnik" w 1926 r.

Placówka Straży Celnej „Rodzone” – jednostka organizacyjna Straży Celnej pełniąca w okresie międzywojennym służbę ochronną na granicy polsko-niemieckiej.

## Formowanie i zmiany organizacyjne
Na wniosek Ministerstwa Skarbu, uchwałą z 10 marca 1920 roku, powołano do życia Straż Celną. Jednostki Straży Celnej rozpoczęły przejmowanie odcinków granicy od pododdziałów Batalionów Celnych. W 1921 roku w Radomnie stacjonował sztab 1 kompanii 13 batalionu celnego. Kompania wystawiała między innymi placówkę w Rodzonym. Proces tworzenia Straży Celnej trwał do końca 1922 roku. Placówka Straży Celnej „Rodzone” weszła w podporządkowanie komisariatu Straży Celnej „Jamielnik” z Inspektoratu SC „Działdowo”.
W drugiej połowie 1927 roku przystąpiono do gruntownej reorganizacji Straży Celnej. W praktyce skutkowało to rozwiązaniem tej formacji granicznej. Ochronę północnej, zachodniej i południowej granicy państwa przejęła powołana z dniem 2 kwietnia 1928 roku Straż Graniczna.
Rozkazem nr 1 z 12 marca 1928 roku w sprawach organizacji Mazowieckiego Inspektoratu Okręgowego Naczelny Inspektor Straży Celnej gen. bryg. Stefan Pasławski określił strukturę organizacyjną komisariatu SG „Lubawa”. Placówka Straży Granicznej I linii „Rodzone” znalazła się w jego strukturze.

## Służba graniczna
Sąsiednie placówki
- placówka Straży Celnej „Kazanice” ⇔ placówka Straży Celnej „Łążek” – 1926[9]

## Funkcjonariusze placówki
Kierownicy placówki
| stopień    | imię i nazwisko, numer | okres pełnienia służby | kolejne stanowisko |
| ---------- | ---------------------- | ---------------------- | ------------------ |
| przodownik | Józef Mądrach (377)    | był w 1926             |                    |

Obsada personalna placówki w 1926:
- przodownik Józef Mądrach (377)
- strażnik Józef Słomiński (2726)
- strażnik Jan Wieczorek (2761)
- strażnik Władysław Czyżnikowski (2376)
- strażnik Franciszek Berent (2888)
- strażnik Stanisław Maleszka (3184)
- strażnik Władysław Grzywak